# 25690 Iredale
25690 Iredale (tên chỉ định: 2000 AP123) là một tiểu hành tinh vành đai chính. Nó được phát hiện bởi dự án Nghiên cứu tiểu hành tinh gần Trái Đất Lincoln ở Socorro, New Mexico, ngày 5 tháng 1 năm 2000. Nó được đặt theo tên Marley Elizabeth Iredale, an American high school student whose earth và planetary science project won first place ở the 2009 Giải thưởng Khoa học và Kỹ thuật Intel.